# Фримен, Теодор
Теодо́р Ко́рди Фри́мен (англ. Theodore Cordy Freeman; 18 февраля 1930, Хейверфорд — 31 октября 1964, Хьюстон, Техас) — американский инженер, пилот-инструктор и лётчик-испытатель, капитан ВВС США, астронавт третьего набора НАСА. Известен как первый погибший астронавт в отряде астронавтов НАСА.

## Биография

### Ранние годы, образование
Теодор Фримен родился 18 февраля 1930 года в городке Хейверфорд, штат Пенсильвания. Окончил школу в 1948 году и поступил в Делавэрский университет, но проучился там лишь один год, а затем перевёлся в Военно-морскую академию США, которую и окончил в 1953 году со степенью бакалавр наук. В 1960 году Фримен получил степень магистра наук по специальности аэрокосмическая техника от Мичиганского университета. Позднее Фримен окончил Школу лётчиков-испытателей ВВС США. Был членом Американского института аэронавтов и астронавтов и Общества лётчиков-испытателей-экспериментаторов.

### Военная служба
Фримен получил звание первого лейтенанта в январе 1955 года, в следующем месяце — так называемые «крылья пилота». Служил на военных базах: Региональный аэропорт Южного Техаса в Хондо, Брайан (Техас), Неллис (Невада), Джордж (Калифорния). К февралю 1960 года Фримен получил звание капитан и был направлен на службу на авиабазу Эдвардс в Калифорнии в должности аэрокосмического инженера.

В октябре 1963 года Фримен был отобран в третий набор астронавтов НАСА.

31 октября 1964 года Фримен на самолёте Northrop T-38 Talon возвращался из тренировочного лагеря McDonnell Douglas (Сент-Луис) на авиабазу Эллингтон-Филд-Джойнт-Резерв (Хьюстон). При заходе на посадку в фонарь кабины попал белый гусь, осколки плексигласа затянуло в воздухозаборник, что вызвало пожар обоих двигателей. Теодор Фримен катапультировался после того, как отвел самолет от зданий, но из-за малой высоты и угла к горизонту парашют не смог полностью раскрыться.

Всего за службу Фримен налетал более 3300 часов, в том числе более 2400 часов на реактивных самолётах. Похоронен на Арлингтонском национальном кладбище.

### Личная жизнь
Жена — Фейт Кларк Фримен, дочь — Фейт Хантингтон. Примечательно, что жена астронавта узнала о его гибели лишь когда к ней в дом пришёл репортёр, чтобы взять интервью по этому поводу. После этого в НАСА заверили, что в случае будущих смертей астронавтов, будут предприняты все меры, чтобы их семьи узнавали о трагедии настолько быстро, насколько возможно.

## Память
- В честь Теодора Фримена названы две библиотеки в Техасе: филиалы общественной библиотеки[англ.] округа Харрис и общественной библиотеки[англ.] Хьюстона.
- Искусственный остров у берегов Южной Калифорнии, в бухте у города Лонг-Бич, носит имя Теодора Фримена. Рядом расположены ещё три искусственных острова, также названные в честь погибших астронавтов: Гриссом, Уайт и Чаффи — эти три астронавта погибли в 1967 году во время пожара на Аполлоне-1[3][7].
- В 1968 году именем Фримена был назван кратер диаметром 87 километров на Луне[3].
- 1 августа 1971 года[8] командир «Аполлона-15» Дэвид Скотт установил на Луне в районе Хэдли — Апеннины алюминиевую скульптуру, изображающую астронавта в скафандре, лежащего ничком[9]. Рядом с нею воткнута в грунт табличка, увековечивающая имена 8 астронавтов США и 6 космонавтов СССР, к тому времени погибших или умерших; Теодор Фримен также значится в этом списке. С тех пор и поныне композиция «Павший астронавт» остаётся единственной художественной инсталляцией на Луне.